# Сайзер

Схема сайзеру. І—полінуклеотидна матриця, E1—фермент реплікації, Е2 — фермент трансляції, Е3,Е4,…,En-додаткові ферменти

Сайзер (англ. Syser від англ. System of self-reproduction) — самовідтворювана система, до складу якої входять полінуклеотидна матриця та ферменти. Гіпотетична стадія біохімічної еволюції живих організмів. Модель сайзерів була створена російськими вченими В. А. Ратнером і В. В. Шаміним як конкурент моделі квазівидів М. Ейгена та П. Шустера.

## Коротке викладення
Модель сайзерів (див. рисунок) описує систему молекул, що самовідтворюються. До складу цієї системи входять полінуклеотидна матриця І, фермет реплікації Е1, фермент трансляції Е2 та інші ферменти Е3, Е4,…, En. Полінуклеотидна матриця зберігає інформацію, яка кодуює амінокислотну послідовність ферментів, що синтезуються в даному сайзері, фермент реплікації Е1 забезпечує копіювання полінуклеотидної матриці, а фермент трансляції Е2 — синтез ферментів згідно із закодованою в матриці інформацією. Можливі також інші ферменти E3 , E4 , …, En, які виконують певні додаткові корисні функції. За структурою модель сайзерів схожа до самовідтворюваних автоматів Дж. фон Неймана.